# Pentalepis
Pentalepis là một chi thực vật có hoa trong họ Cúc (Asteraceae).

## Loài
Chi Pentalepis gồm các loài: